# Чемпионат мира по бобслею 1933
3-й чемпионат мира по бобслею и скелетону прошёл 1 февраля 1933 года в немецком городе Шрайберхау (ныне Шклярска-Поремба). Соревнования прошли только в мужских двойках по бобслею.

## Соревнование двоек
| Золото                            | Серебро         | Бронза                   |
| Александру Папанэ, Думитру Хуберт | Брёме, Хайнцель | Фриц Грау, Альберт Бреме |

## Медальный зачёт
| Место | Страна       | Золото | Серебро | Бронза | Всего |
| ----- | ------------ | ------ | ------- | ------ | ----- |
| 1     | Румыния      | 1      | 0       | 0      | 1     |
| 2     | Чехословакия | 0      | 1       | 0      | 1     |
| 3     | Германия     | 0      | 0       | 1      | 1     |